# Biljajivka
Biljajivka (ukrajinsky Біляївка, rusky Беляевка – Beljajevka) je město v Oděské oblasti na Ukrajině. Leží na východním břehu řeky Turunčuku, ramene Dněstru, nedaleko jezera Safjany, zhruba ve vzdálenosti 40 kilometrů na západ od Oděsy, hlavního města oblasti, a zhruba 26 kilometrů od železniční stanice Vyhoda. V roce 2011 žilo v Biljajivce přes 12 tisíc obyvatel.